# Platycleis ragusai
Platycleis ragusai är en insektsart som beskrevs av Willy Adolf Theodor Ramme 1927. Platycleis ragusai ingår i släktet Platycleis och familjen vårtbitare. Inga underarter finns listade i Catalogue of Life.